# Cesare Lucchini

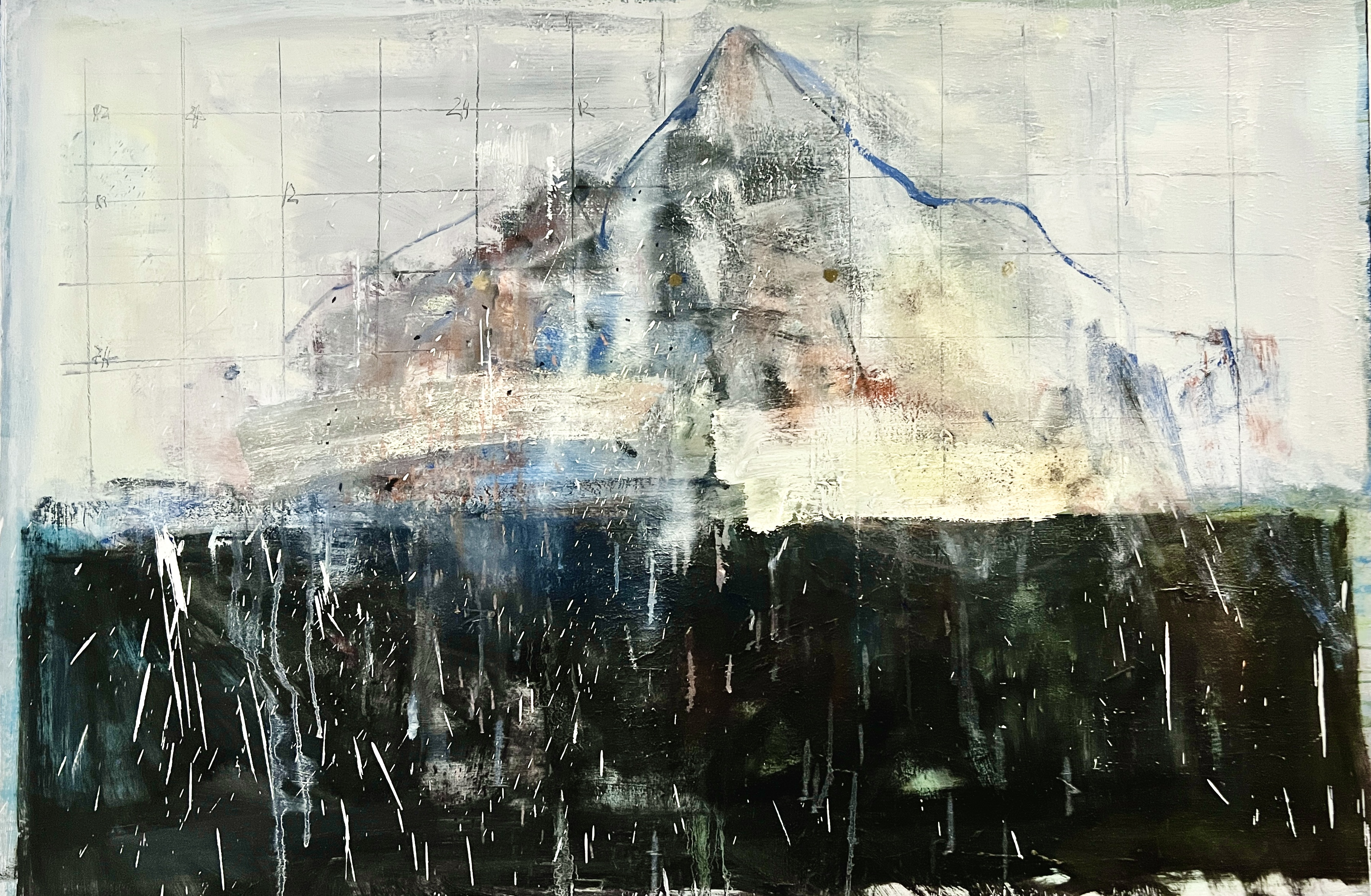
Opera di Cesare Lucchini realizzata nel 2024

Cesare Lucchini (Bellinzona, 10 luglio 1941) è un pittore svizzero.

## Biografia
Nel 1965 si è diplomato presso l'Accademia di belle arti di Brera a Milano, città in cui ha lavorato fino al 1988. Dopo aver lavorato a Düsseldorf e Colonia, oggi dipinge nel suo studio di Lugano.
Espose la sua prima mostra nel 1967 a Bellinzona.
Nel 2017 tenne la mostra antologica al Kunstmuseum di Berna.
Lucchini è stato citato in varie riviste, italiane come il "Giornale della libreria", "Arte lombarda" e in quello tedesco "Das Schweizer Buch". Inoltre è stato citato nel libro "Il Segno della pittura e della scultura" del 1983.

## Esposizioni
- 2023 Mendrisio, Museo d’arte (antologica)
- 2019 Bern, Galerie Kornfeld (con Paolo Bellini)
- 2019 London, Rosenfeld Porcini Gallery
- 2017 London, Rosenfeld Porcini Gallery
- 2017 Bern, Kunstmuseum
- 2015 London, Rosenfeld Porcini Gallery
- 2013 Neuchâtel, Galerie Ditesheim
- 2013 London, Rosenfeld Porcini Gallery (collettiva)
- 2012 Düsseldorf, Galerie Strelow
- 2012 London, Rosenfeld Porcini Gallery
- 2009 Lugano, Museo Cantonale d’Arte
- 2008 Chemnitz, Kunstsammlungen Chemnitz
- 2006 Neuchâtel, Galerie Ditesheim
- 2005 Milano, Centre Culturel Suisse
- 2005 Düsseldorf, Galerie Strelow
- 2003 Bern, Galerie Kornfeld
- 2001 Düsseldorf, Galerie Strelow
- 2001 Lugano, Museo Villa Ciani
- 2000 Neuchâtel, Galerie Diteshei